# Ceràmica assíria

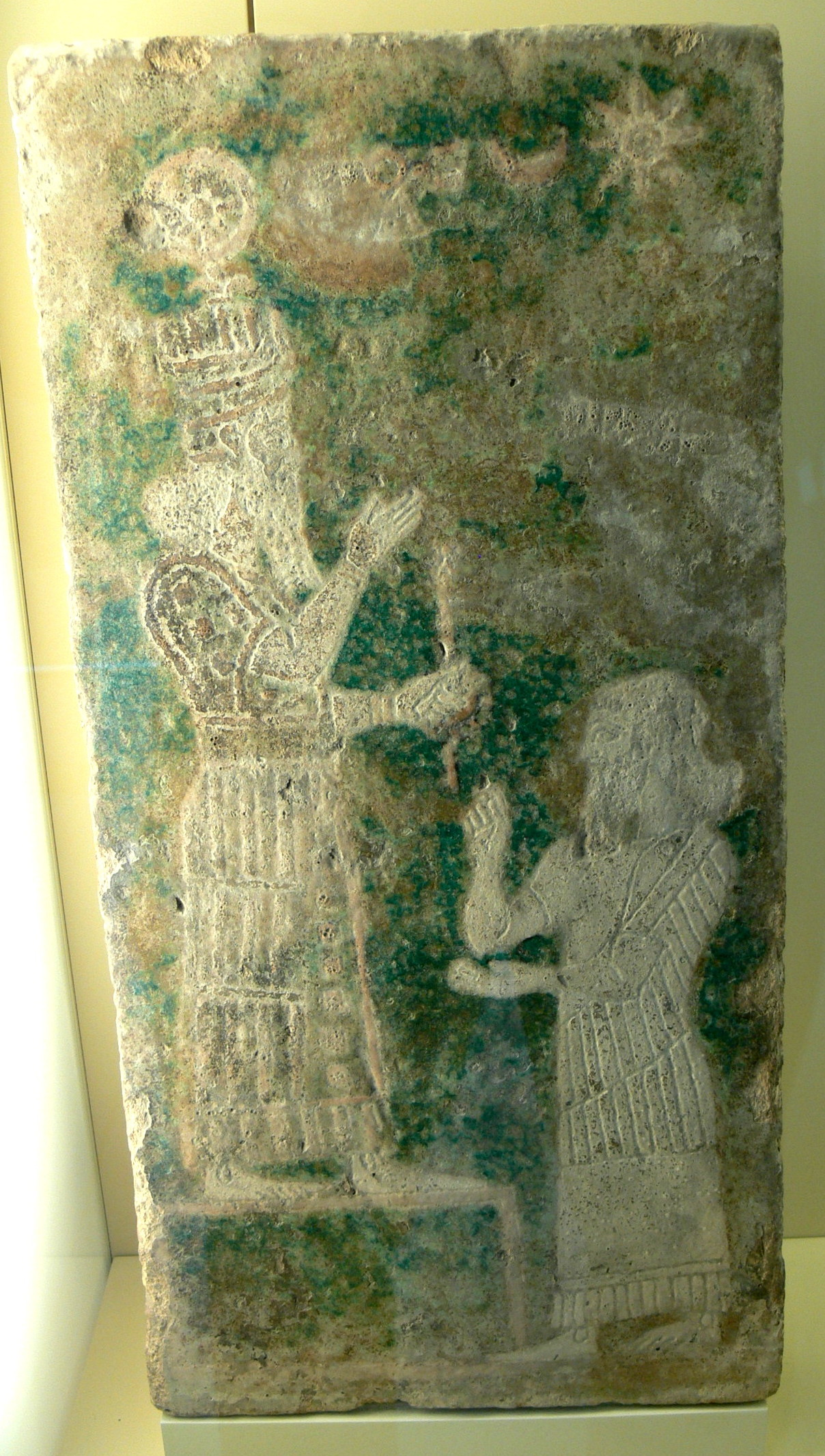
Taulell amb un home orant davant el déu Xamaix. Segle VIII aC, Museu de Pèrgam, Berlín

La ceràmica assíria és la produïda en l'antiguitat en una àmplia zona d'Orient Mitjà anomenada així per la desapareguda Assur, hui pertanyent a l'Iran, l'Iraq, Líban, Síria i Turquia, amb precedents directes en la cultura hitita i continuïtat historicocultural en la ceràmica babilònica.
La ceràmica assíria, emmarcada com a part de l'art de Mesopotàmia (8000 aC— 300 dC) assumeix i sintetitza les cultures del nord i sud mesopotàmic: des del període Hassuna-Samarra (en el pas del Neolític a l'eneolític) -que té ja terrisseria documentada-;[2][3] passant per Nínive (períodes Gaura i Uruk), l'Imperi accadi, la tercera dinastia d'Ur, i ja en l'àmbit geogràfic i cultural d'«Assyria» (a partir del 2000 ae) els tres períodes assiris. En síntesi amb les cultures ceràmiques dels medes, macedonis i selèucides –que tanquen l'art mesopotàmic antic–,[4] és potser el més destacat l'evolució decorativa de l'obra vidriada en construccions arquitectòniques amb rajoles,[5] tant en la Susa del període aquemènida,[6] al nord, com les del període neobabilònic al sud, de les quals resulten exemplars el plafó de 12,40 m d'alçada que era al saló del tron del palau de Nabucodonosor II,[7] i els murals ceràmics amb toros i lleons de la via de les Processons (Museu del Louvre) i de la porta d'Ixtar (Museu de Pèrgam a Berlín),[8][7] tot i que ja fos del context històric nominal de la història, la cultura i l'art específicament assiris.
També cal tenir en compte la cultura d'Halaf, amb jaciments a Tell Halaf (al nord-est de l'actual Síria), amb l'ús refinat de la pasta de ceràmica (fang de qualitat) i perfeccionament de forns que aconseguien temperatures molt altes. Els temes en són geomètrics, d'animals i flors.

## Principals focus
Les restes ceràmiques conservades provenen d'excavacions arqueològiques de les principals ciutats assíries, és a dir, successivament, Assur, Nimrud, Dur Xarrukin i Nínive.

## Característiques
Hi destacà l'obra de rajoleria (arribaren a sorprenents resultats de vidriat i esmaltació en els murals ceràmics amb fins relleus) i una àmplia varietat de figuretes antropomorfes i zoomorfes i plaques de terracota. A més de la vaixella i terrisseria domèstica, poden esmentar-se, per la seua curiositat, atuells com el «vas tortuga» del període d'Obeid[10] trobat a Tepe Gaura[11] o joguines i objectes cerimonials com el petit eriçó (19,1 cm) trobat a Nimrud i conservat al Museu de l'Iraq de Bagdad.
Es podria incloure en el conjunt de l'obra terrissera l'ús de l'argila com a suport de l'escriptura, tant en l'elaboració de segells,[13] com en la impressió de rajoles de fang fresc. El millor exemple n'és la monumental biblioteca d'Assurbanipal amb prop de deu mil tauleteas en escriptura cuneïforme que han permés documentar la història d'Assíria (2150 ae— 612 ae).

### Maons vidriats
Precedent assiri dels grans plafons vidriats produïts més tard a Babilònia i Pèrsia, la decoració en maó, en resultar més econòmica, substituí els tradicionals relleus esculpits en «fines lloses d'alabastre». Una de les mostres més antigues en decorà passadissos i estances del palau de Salmanassar III a Nimrud, amb composicions que arribaven a més de 4 m d'alt per quasi 3 d'ample, conservades al Museu Nacional de l'Iraq, i en què a més del monarca assiri investit com a sacerdot, apareixen els motius essencials del déu Assur i l'Arbre de la Vida, els bous, embolicat tot en una sanefa amb cinc motius ornamentals. Aquest model ceràmic es reproduirà més tard al temple de Sin de la ciutadella de Dur Xarrukin, i als de temples dedicats a Xamaix, Ningal i Nabu. S'hi sol representar el rei assiri, seguit del seu visir envoltat d'una simbòlica iconografia composta d'animals (àguila, lleó, toro), plantes (figuera) i eines (arada). D'Assur i Nínive, es conserven
restes de maons vidriats representant escenes palatines.[5][15] Aquesta tècnica, en conjunt, aconseguiria la màxima expressió amb la ceràmica babilònica.
En una casa petita descoberta prop de les muralles d'Assur aparegueren uns taulells amb representacions molt singulars: una llagosta, com a símbol especial per a prevenir la plaga d'aquest animal, un fet que suposava un autèntic problema per a la població. També pot veure-s'hi el déu Assur amb tiara de banyes, dempeus sobre un podi molt simple; sobre el cap es veuen els emblemes de Nanna, déu de la lluna, de Xamaix, déu del sol i d'Ixtar, l'estel matutí.
A la ciutat d'Assur hi havia un temple dedicat a An i Adad, déus del cel i la tempesta. Les excavacions descobriren una decoració mural de taulells que si s'ha de jutjar per l'estil es datà del segle ix  ae. Representa un rei en el seu carro. Altres frisos també de la mateixa ciutat presentaven la figura d'un príncep amb els seus súbdits fent ofrenes abans d'entrar en combat.

### Vasos vidriats
Els arqueòlegs alemanys descobriren a Assur una bona col·lecció de vasos vidriats, alguns amb una decoració d'influència egípcia que duu el tema de la flor de lotus unes vegades oberta i altres tancada. Altres vasos tenen irisacions i són semblants al que seria més tard la ceràmica persa. N'hi ha de pintats amb aquests animals anomenats íbexs que grimpen per la muntanya santa.

## Forns
S'hi descobriren forns molt primitius per a cocció del fang. A Babilònia, Nippur i Assur els forns tenien la llar subterrània i la cobrien amb una volta sobre la qual es trobava la cambra que contenia els vasos i taulells a coure. Aquesta cambra es construïa nova amb cada fornada. Cada peça era única i les que es trencaven queien a la llar; aquests fragments han sigut molt valuosos per a la recerca. Els colors s'elaboraven amb diferents tècniques: el blanc amb cendra d'ossos, el negre amb manganés, el blau i verd amb òxids de coure, el groc amb sals d'antimoni i el roig amb sals de coure.

## Museologia
Els principals museus amb exemples importants de ceràmica assíria són –a més dels del Louvre, a París, i de Pèrgam, a Berlín–, el Museu Metropolità d'Art de Nova York, el Britànic de Londres, el Museu de les Civilitzacions d'Anatòlia, a Ankara, i el Museu de Bagdad.[21][22]

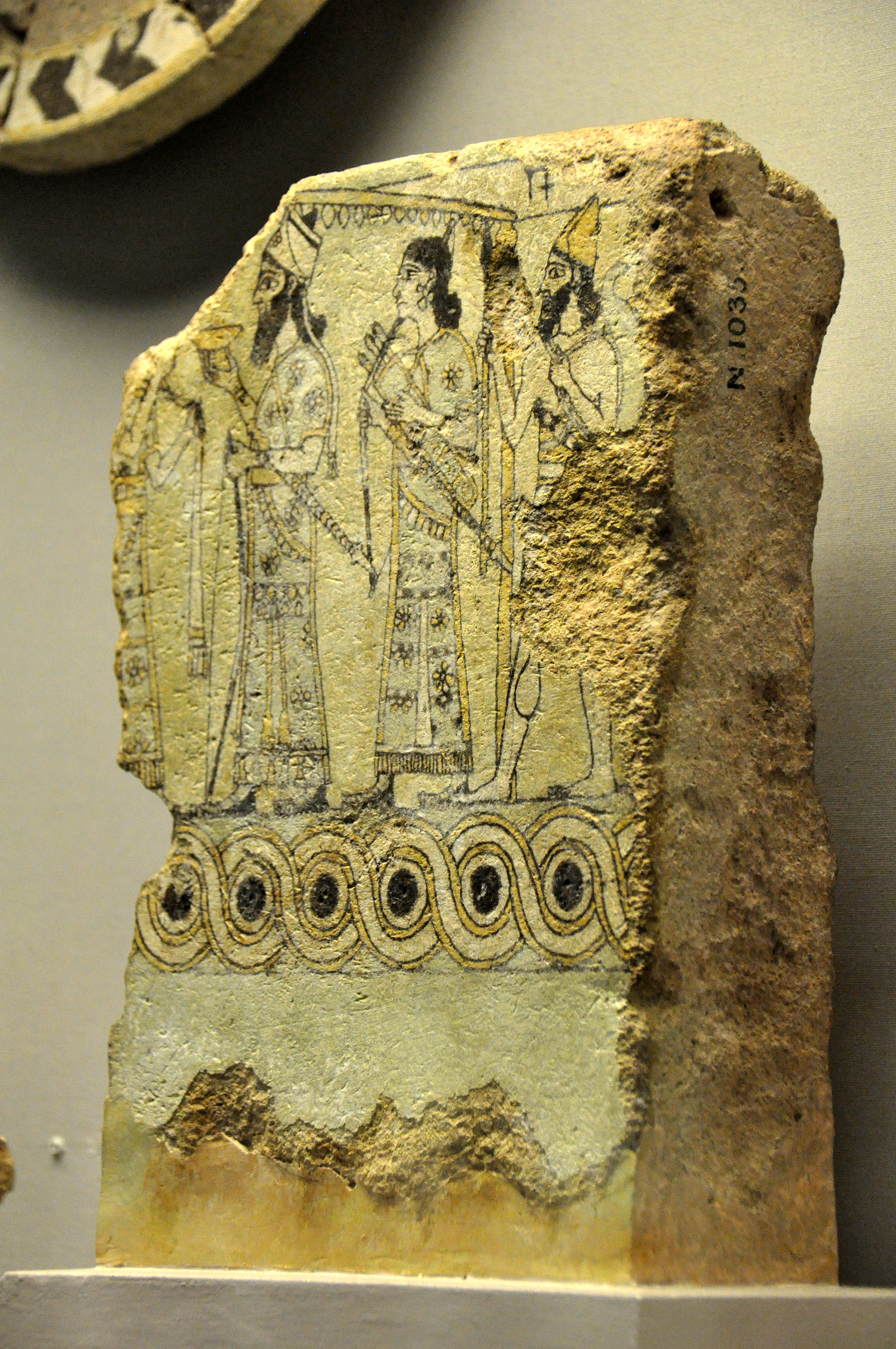
Maó decorat procedent de Nimrud ca. 875 aC
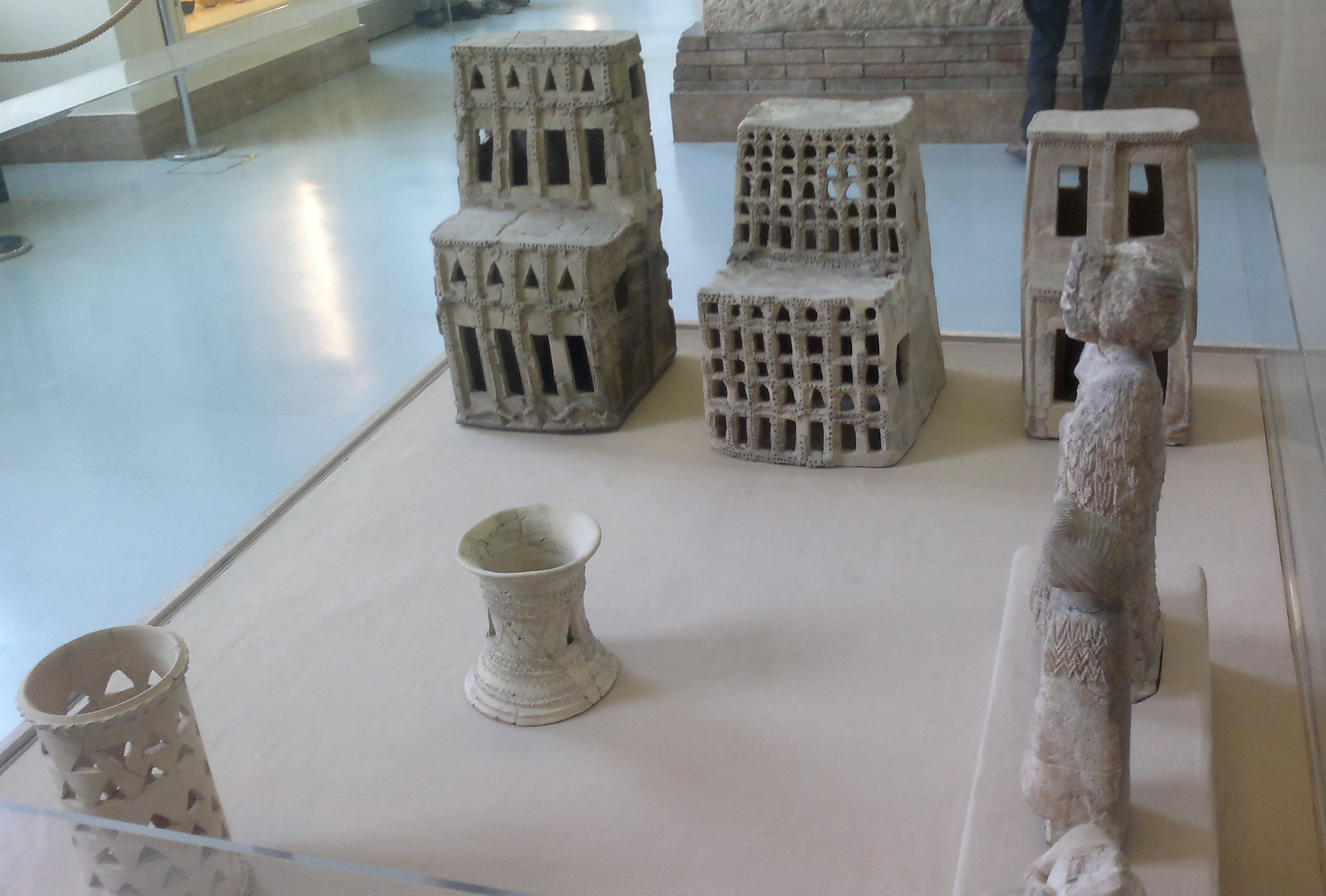
Museu de Pèrgam
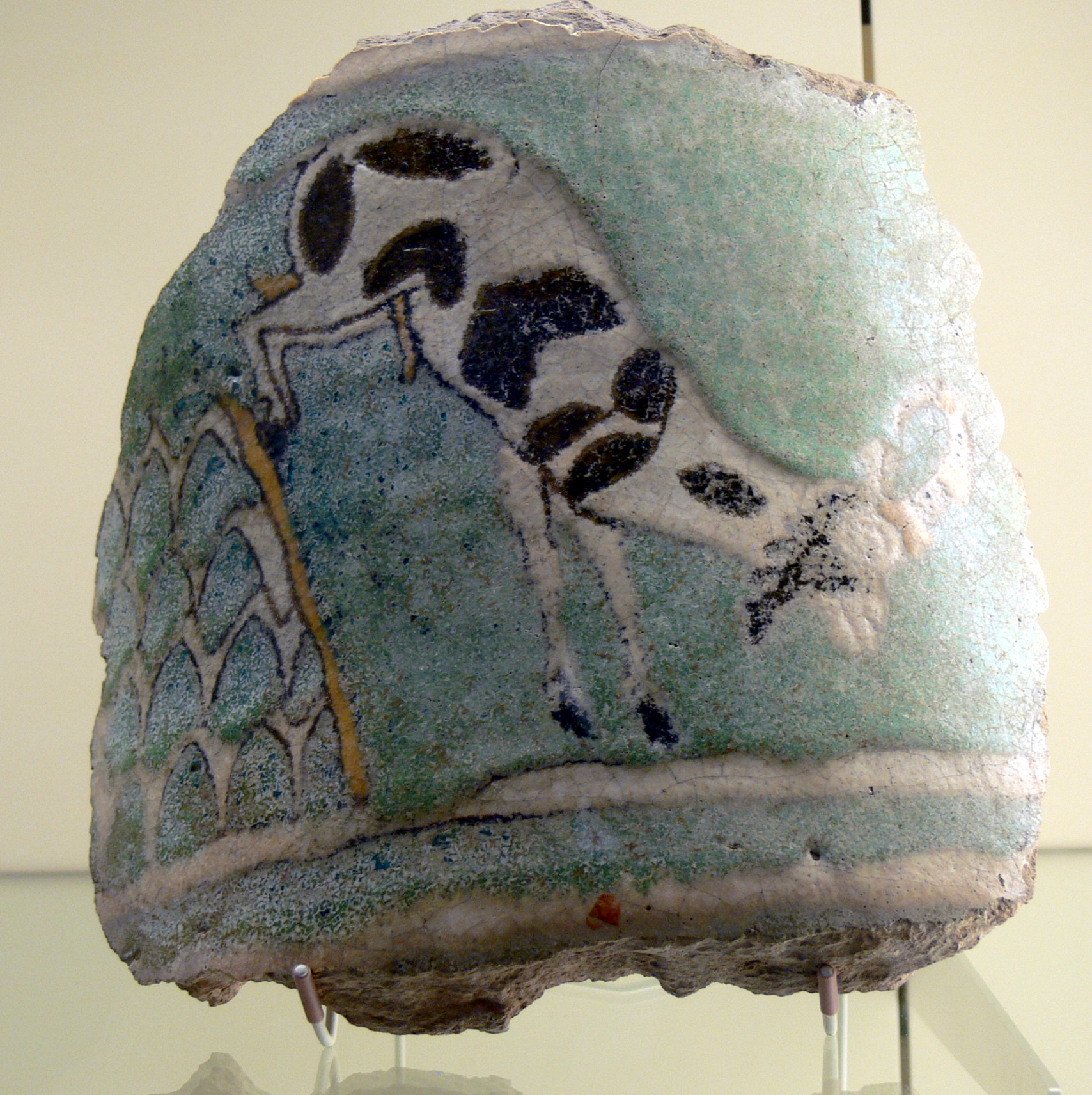
Atuell decorat amb ibix ca. 700 aC
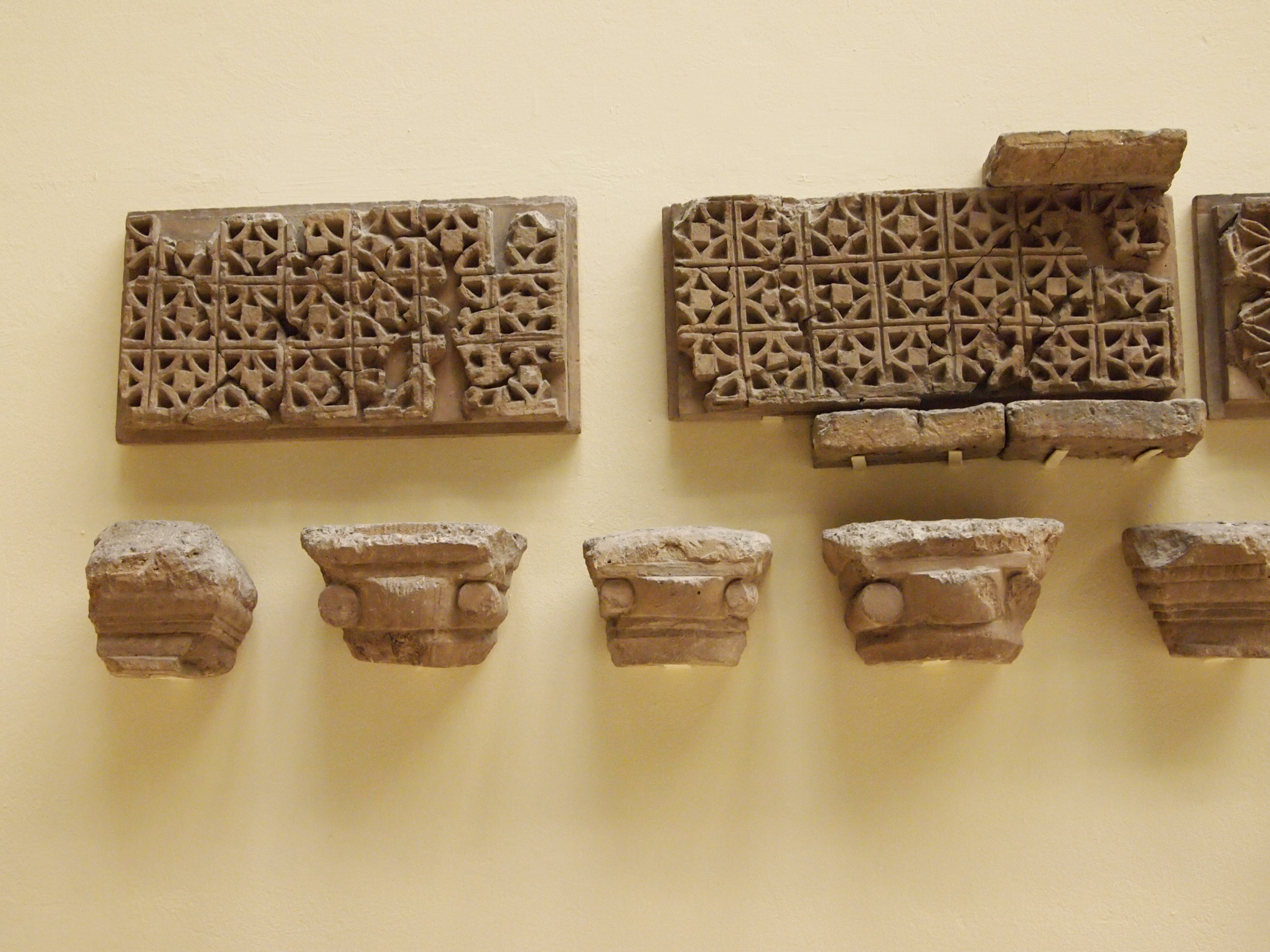
Terrisseria d'Assur